# Liste des basiliques de la Campanie
Cette liste recense les basiliques de la Campanie, Italie.

## Liste
En 2019, la Campanie compte 58 basiliques, dont 14 dans la seule ville de Naples.
| Basilique                                                    | Commune                 | Province | Diocèse                                       | Date              | Coordonnées                       | Image |
| ------------------------------------------------------------ | ----------------------- | -------- | --------------------------------------------- | ----------------- | --------------------------------- | ----- |
| Cathédrale d'Ariano Irpino                                   | Ariano Irpino           | Avellino | Ariano Irpino-Lacedonia                       | 28 avril 1984     | 41° 09′ 09″ nord, 15° 05′ 15″ est |       |
| Sanctuaire San Gerardo Maiella (it)                          | Caposele                | Avellino | Sant'Angelo dei Lombardi-Conza-Nusco-Bisaccia | 17 février 1930   | 40° 48′ 58″ nord, 15° 14′ 00″ est |       |
| Basilique Notre-Dame de Carpignano                           | Grottaminarda           | Avellino | Ariano Irpino-Lacedonia                       | 1er janvier 2019  | 41° 02′ 16″ nord, 15° 03′ 14″ est |       |
| Basilique Notre-Dame-de-Grâces de Bénévent                   | Bénévent                | Bénévent | Bénévent                                      | 7 juin 1957       | 41° 08′ 05″ nord, 14° 46′ 04″ est |       |
| Sanctuaire-basilique de l'Assomption (it)                    | Guardia Sanframondi     | Bénévent | Cerreto Sannita-Telese-Sant'Agata de' Goti    | 23 septembre 1989 | 41° 15′ 16″ nord, 14° 35′ 43″ est |       |
| Basilique Santissima Annunziata de Vitulano                  | Vitulano                | Bénévent | Bénévent                                      | 10 juillet 1991   | 41° 09′ 34″ nord, 14° 39′ 33″ est |       |
| Basilique Sainte-Marie de Culbuteria d'Alvignano             | Alvignano               | Caserte  | Alife-Caiazzo                                 |                   | 41° 15′ 49″ nord, 14° 20′ 20″ est |       |
| Cathédrale de Caiazzo                                        | Caiazzo                 | Caserte  | Alife-Caiazzo                                 | 13 juin 2013      | 41° 10′ 39″ nord, 14° 22′ 02″ est |       |
| Basilique Sant'Angelo in Formis                              | Capoue                  | Caserte  | Capoue                                        |                   | 41° 07′ 06″ nord, 14° 15′ 38″ est |       |
| Cathédrale de Capoue                                         | Capoue                  | Caserte  | Capoue                                        | 20 novembre 1827  | 41° 06′ 32″ nord, 14° 12′ 41″ est |       |
| Basilique du Corps-du-Christ de Maddaloni (it)               | Maddaloni               | Caserte  | Caserte                                       | 11 juin 2003      | 41° 02′ 26″ nord, 14° 23′ 03″ est |       |
| Sanctuaire-basilique Maria Santissima Incaldana              | Mondragone              | Caserte  | Sessa Aurunca                                 | 18 avril 1990     | 41° 06′ 52″ nord, 13° 53′ 43″ est |       |
| Basilique Santa Maria Maggiore de Piedimonte Matese          | Piedimonte Matese       | Caserte  | Alife-Caiazzo                                 | 14 décembre 1945  | 41° 21′ 19″ nord, 14° 22′ 00″ est |       |
| Sanctuaire Maria Santissima del Lattani (it)                 | Roccamonfina            | Caserte  | Teano-Calvi                                   | 14 mars 1970      | 41° 18′ 11″ nord, 13° 59′ 05″ est |       |
| Basilique Maria Santissima Assunta de Santa Maria a Vico     | Santa Maria a Vico      | Caserte  | Acerra                                        | 30 août 1957      | 41° 01′ 46″ nord, 14° 28′ 46″ est |       |
| Cathédrale de Sessa Aurunca                                  | Sessa Aurunca           | Caserte  | Sessa Aurunca                                 | 24 juillet 1929   | 41° 14′ 11″ nord, 13° 56′ 07″ est |       |
| Basilique Sainte-Marie de la Paix de Campagna                | Campagna                | Salerne  | Salerne-Campagna-Acerno                       | 11 mars 1925      | 40° 39′ 58″ nord, 15° 06′ 20″ est |       |
| Basilique pontificale Sainte-Marie de Gulia (it)             | Castellabate            | Salerne  | Vallo della Lucania                           | 2 août 1988       | 40° 16′ 43″ nord, 14° 57′ 05″ est |       |
| Basilica Notre-Dame-de-l'Orme de Cava de' Tirreni            | Cava de' Tirreni        | Salerne  | Amalfi-Cava de' Tirreni                       | 2 août 1988       | 40° 41′ 44″ nord, 14° 42′ 40″ est |       |
| Basilique Sainte-Trophimène de Minori (it)                   | Minori                  | Salerne  | Amalfi-Cava de' Tirreni                       | 29 novembre 1910  | 40° 39′ 01″ nord, 14° 37′ 41″ est |       |
| Basilique sanctuaire Maria Santissima de Materdomini         | Nocera Superiore        | Salerne  | Nocera Inferiore-Sarno                        | 9 mai 1923        | 40° 45′ 13″ nord, 14° 41′ 16″ est |       |
| Basilique Saint-Alphonse-de-Liguori de Pagani                | Pagani                  | Salerne  | Nocera Inferiore-Sarno                        | 1er janvier 1908  | 40° 44′ 32″ nord, 14° 36′ 39″ est |       |
| Basilique de l'Assomption et de Saint-Pantaléon (it)         | Ravello                 | Salerne  | Amalfi-Cava de' Tirreni                       | 10 juillet 1918   | 40° 38′ 57″ nord, 14° 36′ 43″ est |       |
| Cathédrale de Salerne                                        | Salerne                 | Salerne  | Salerne-Campagna-Acerno                       |                   | 40° 40′ 48″ nord, 14° 45′ 37″ est |       |
| Basilique Saint-Antoine-de-Padoue d'Afragola                 | Afragola                | Naples   | Naples                                        | 8 juin 2004       | 40° 55′ 03″ nord, 14° 18′ 26″ est |       |
| Église Santa Maria Maddalena                                 | Casamicciola Terme      | Naples   | Ischia                                        | 15 mai 1965       | 40° 44′ 39″ nord, 13° 54′ 22″ est |       |
| Basilique Saint-Maur-Abbé de Casoria                         | Casoria                 | Naples   | Naples                                        | 5 janvier 1999    | 40° 54′ 10″ nord, 14° 17′ 28″ est |       |
| Basilique Notre-Dame de Pozzano (it)                         | Castellammare di Stabia | Naples   | Sorrente-Castellammare di Stabia              | 22 mars 1916      | 40° 41′ 24″ nord, 14° 27′ 36″ est |       |
| Basilica of Santa Maria a Pugliano (it)                      | Ercolano                | Naples   | Naples                                        |                   | 40° 48′ 45″ nord, 14° 21′ 09″ est |       |
| Basilique Notre-Dame-de-Lorette de Forio                     | Forio                   | Naples   | Ischia                                        | 22 novembre 1989  | 40° 44′ 11″ nord, 13° 51′ 36″ est |       |
| Basilique Saint-Vit de Forio                                 | Forio                   | Naples   | Ischia                                        | 28 juillet 1988   | 40° 44′ 07″ nord, 13° 51′ 39″ est |       |
| Basilique San Sossio Levita e Martire de Frattamaggiore      | Frattamaggiore          | Naples   | Aversa                                        |                   | 40° 56′ 31″ nord, 14° 16′ 32″ est |       |
| Basilique Saint-Tammaro-Évêque de Grumo Nevano (it)          | Grumo Nevano            | Naples   | Aversa                                        | 20 mars 1982      | 40° 56′ 15″ nord, 14° 15′ 32″ est |       |
| Basilique Sainte-Restitude de Lacco Ameno                    | Lacco Ameno             | Naples   | Ischia                                        | 15 mars 2001      | 40° 45′ 15″ nord, 13° 53′ 04″ est |       |
| Basilique Notre-Dame du Laurier de Meta (it)                 | Meta                    | Naples   | Sorrente-Castellammare di Stabia              | 14 janvier 1914   | 40° 38′ 51″ nord, 14° 24′ 30″ est |       |
| Basilique de l'Incoronata Madre del Buon Consiglio           | Naples                  | Naples   | Naples                                        | 2 janvier 1980    | 40° 51′ 52″ nord, 14° 14′ 49″ est |       |
| Basilique du Gesù Vecchio                                    | Naples                  | Naples   | Naples                                        | 20 juin 1958      | 40° 50′ 48″ nord, 14° 15′ 25″ est |       |
| Basilique San Francesco di Paola                             | Naples                  | Naples   | Naples                                        | 1er janvier 1836  | 40° 50′ 07″ nord, 14° 14′ 51″ est |       |
| Basilique San Gennaro ad Antignano (it)                      | Naples                  | Naples   | Naples                                        | 17 mars 1905      | 40° 50′ 51″ nord, 14° 13′ 46″ est |       |
| Basilique San Gennaro ad Antignano (it)                      | Naples                  | Naples   | Naples                                        | 17 mars 1905      | 40° 50′ 51″ nord, 14° 13′ 46″ est |       |
| Basilique San Gennaro fuori le mura                          | Naples                  | Naples   | Naples                                        |                   | 40° 51′ 50″ nord, 14° 14′ 47″ est |       |
| Basilique San Giacomo degli Spagnoli                         | Naples                  | Naples   | Naples                                        | 26 avril 1911     | 40° 50′ 27″ nord, 14° 15′ 00″ est |       |
| Basilique San Paolo Maggiore                                 | Naples                  | Naples   | Naples                                        | 14 décembre 1951  | 40° 51′ 05″ nord, 14° 15′ 24″ est |       |
| Basilique San Pietro ad Aram                                 | Naples                  | Naples   | Naples                                        |                   | 40° 51′ 05″ nord, 14° 16′ 00″ est |       |
| Basilique Santa Lucia a Mare                                 | Naples                  | Naples   | Naples                                        | 15 mai 2012       | 40° 50′ 01″ nord, 14° 15′ 02″ est |       |
| Basilique Santa Maria del Carmine                            | Naples                  | Naples   | Naples                                        | 28 novembre 1917  | 40° 50′ 48″ nord, 14° 16′ 03″ est |       |
| Basilique Santa Maria della Neve                             | Naples                  | Naples   | Naples                                        | 27 juillet 1988   | 40° 51′ 17″ nord, 14° 19′ 55″ est |       |
| Basilique Santa Maria della Pazienza                         | Naples                  | Naples   | Naples                                        |                   | 40° 51′ 05″ nord, 14° 14′ 29″ est |       |
| Église San Domenico Maggiore                                 | Naples                  | Naples   | Naples                                        | 23 février 1921   | 40° 50′ 55″ nord, 14° 15′ 16″ est |       |
| Cathédrale de Nola                                           | Nola                    | Naples   | Nole                                          | 6 mars 1954       | 40° 55′ 34″ nord, 14° 31′ 40″ est |       |
| Basilique Saint-Michel-Archange de Piano di Sorrento (it)    | Piano di Sorrento       | Naples   | Sorrente-Castellammare di Stabia              | 25 novembre 1914  | 40° 38′ 05″ nord, 14° 24′ 28″ est |       |
| Sanctuaire de Notre Dame du Rosaire de Pompéi                | Pompei                  | Naples   | Pompéi                                        |                   | 40° 45′ 00″ nord, 14° 30′ 02″ est |       |
| Cathédrale de Pouzzoles                                      | Pouzzoles               | Naples   | Pouzzoles                                     | 25 novembre 1949  | 40° 49′ 17″ nord, 14° 07′ 14″ est |       |
| Basilique Saint-Antonin de Sorrente (it)                     | Sorrente                | Naples   | Sorrente-Castellammare di Stabia              | 26 novembre 1924  | 40° 37′ 38″ nord, 14° 22′ 29″ est |       |
| Basilique Ave Gratia Plena (it)                              | Torre Annunziata        | Naples   | Nole                                          | 30 juillet 1979   | 40° 45′ 12″ nord, 14° 27′ 09″ est |       |
| Basilique Santa Croce de Torre del Greco (it)                | Torre del Greco         | Naples   | Naples                                        | 22 février 1957   | 40° 47′ 14″ nord, 14° 22′ 07″ est |       |
| Sanctuaire Maria Santissima Consolatrice del Carpinello (it) | Visciano                | Naples   | Nole                                          | 11 décembre 1986  | 40° 55′ 25″ nord, 14° 35′ 05″ est |       |